# 다리미질

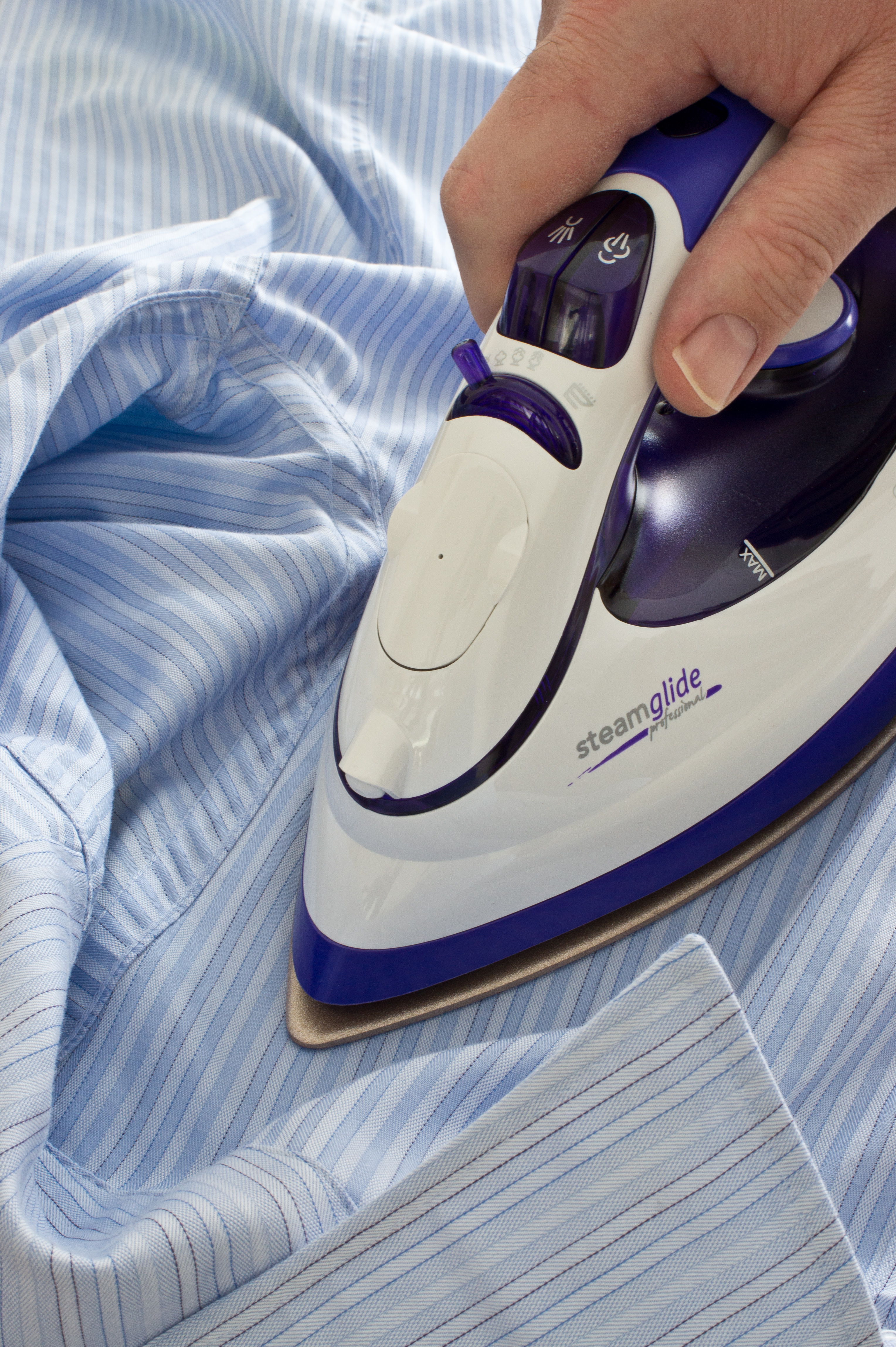
셔츠를 다리미질하는 모습

다리미질 또는 다림질은 다리미를 이용하여 열과 압력을 이용해 세탁된 옷감의 주름을 펴는 행동을 말한다. 가열은 직물에 따라 일반적으로 섭씨 180~220°(화씨 356~428도)의 온도에서 이루어진다. 다림질은 소재의 섬유에 있는 장쇄 폴리머 분자 사이의 결합을 느슨하게 함으로써 작동된다. 분자가 뜨거울 때 섬유는 철의 무게로 인해 곧게 펴지고 식으면서도 새로운 모양을 유지한다. 면과 같은 일부 직물은 분자간 결합을 풀기 위해 물을 첨가해야 한다. 많은 현대 직물(20세기 중반 이후에 개발됨)은 다림질이 거의 또는 전혀 필요하지 않다고 광고된다. 영구 다림질 의류는 주름 방지 폴리에스테르와 면을 결합하여 다림질의 필요성을 줄이기 위해 개발되었다.
옷을 "다림질"하기 위해 가열된 금속을 최초로 사용한 것으로 알려진 것은 중국에서 발생한 것으로 알려져 있다. 전기 다리미는 1882년 헨리 실리 화이트(Henry Seely White)에 의해 발명되었다. Seely는 1882년 6월 6일에 "전기 다리미"에 대한 특허를 받았다(미국 특허 번호 259,054).

## 화학
직물을 가열하면 분자의 방향이 더 쉽게 바뀌게 된다. 셀룰로오스의 파생물인 면섬유의 경우, 셀룰로오스 중합체 사슬을 가교시키는 수산기 그룹은 고온에서 재형성되고 품목을 냉각시키면 어느 정도 제자리에 고정된다. 영구 프레스 프레스 의류에는 디메틸올 에틸렌 요소와 같은 화학 약품이 가교제로 첨가된다.

## 같이 보기
- 다리미
- 가사지원 로봇
- 헤어 아이언
- 마네킹
- 무인 세탁소
- 세탁기